# Ertapenem
Ertapenem is een antibioticum uit de carbapenemgroep. Het wordt gebruikt bij volwassen patiënten en kinderen vanaf drie maanden, voor de behandeling van matig tot ernstige buikinfecties, longontsteking, gynaecologische infecties en infecties aan de voeten bij diabetespatiënten.
Zoals andere β-lactamantibiotica verhindert ertapenem de celwandsynthese bij gevoelige bacteriën. Ertapenem heeft een vrij breed werkingsspectrum; zowel tegen gram-positieve als gram-negatieve en sommige anaerobe bacteriën. Soorten waartegen het weinig tot niet werkzaam is zijn onder meer Pseudomonas aeruginosa, Enterococcus en Acinetobacter.
Ertapenem werd ontwikkeld door het Britse Zeneca. Het is de werkzame stof in het geneesmiddel Invanz van Merck & Co. Invanz bevat het natriumzout van ertapenem, dat een wateroplosbaar poeder is. Het middel moet intraveneus of intramusculair geïnjecteerd worden. Het werd in 2002 vergund door het Europees Geneesmiddelenbureau.